# William Loose
William Loose (* 5. Juni 1910 in Michigan; † 22. Juni 1991 in Burbank, Kalifornien) war ein US-amerikanischer Komponist für Film-, Fernseh- und Produktionsmusik. Seine aktive Zeit war von den 1950ern bis zu den 1970ern. Die Verwendung seines Filmscores für die Zeichentrickserie Ren & Stimpy brachte ihm auch Fans in den 1990ern.

## Leben
Seine Karriere begann als Arrangeur für einen Radiosender in Omaha, Nebraska. Im Zweiten Weltkrieg war er Leiter des Orchesters der United States Armed Forces in New York.
In den 1950ern verwaltete Capitol Records eine Reihe von Produktionsmusikarchiven. 1955 beschlossen sie, ein eigenes Archiv zu eröffnen, doch Nelson Riddle lehnte ab, sich als Komponist um die Stichnoten und die Arrangements zu kümmern. So wurden Loose und sein Kollege John Seely angeheuert. Bereits 1957 wurde Looses Musik in mehr als 24 verschiedenen Fernsehsendungen eingesetzt, darunter einige Westernserien. So komponierte er die Produktionsmusik für unter anderem The Ruff & Reddy Show, Der Texaner, Hucky, Yogibär, Mutter ist die Allerbeste, Gnadenlose Stadt und Dennis, Geschichten eines Lausbuben. Häufig wurde er im Vor- oder Abspann des Films oder der Serie nicht erwähnt. Von 1968 bis 1969 war er musikalischer Leiter von The Doris Day Show.
Seine produktivste Zeit war in den 1950ern und 1960ern, in den 1970ern beteiligte er sich an der Filmmusik von einigen Kult-B-Filmen wie Rebel Riders (1970), The Big Bird Cage (1972), The Wrestler (1974), Footballmatch und süße Girls (1974), Kleine Teufel (1974) und Mako, die Bestie (1976). Bekannt wurde er auch für die musikalische Gestaltung verschiedener Filme von Russ Meyer, darunter Ohne Gnade – Schätzchen (1968), Drüber, drunter und drauf (1976) und Im tiefen Tal der Superhexen (1983), die zum Teil auch auf LP veröffentlicht wurden.
In den 1980ern erschienen seine letzten Scores, unter anderem für Nostradamus (1981) und Spuk im Herrenhaus (1983).
1986 gewann er einen Golden Eagle (CINE) für die Folge The Living Machine der Dokumentarserie The Infinite Voyage.
1991 verstarb Loose an einem Herzinfarkt.

## Filmografie (Auswahl)

### Filme
- 1958: Der Schatz des Gehenkten (The Law and Jake Wade)
- 1960: Je länger, je lieber (Tall Story)
- 1961: Blond, süß und sehr naiv (Love in a Goldfish Bowl)
- 1962: Invasion of the Star Creatures
- 1963: Lassies größtes Abenteuer (Lassie’s Great Adventure)
- 1963: Stadt ohne Sheriff (The Gun Hawk)
- 1964: Das Mädchen mit der Peitsche (Kitten with a Whip)
- 1965: John F. Kennedy – Ein Leben für die Freiheit (John F. Kennedy: Years of Lightning, Day of Drums)
- 1965: Schwarze Sporen (Black Spurs)
- 1967: Tarzan am großen Fluß (Tarzan and the Great River)
- 1968: Tarzan und der Dschungelboy (Tarzan and the Jungle Boy)
- 1968: Null Null Sex (Finders Keepers, Lovers Weepers!)
- 1968: Ohne Gnade – Schätzchen (Vixen)
- 1968: Die Nacht der lebenden Toten (Night of the Living Dead)
- 1970: Porno-Reise zur Sex-Göttin (Trader Hornee)
- 1970: Blumen ohne Duft (Beyond the Valley of the Dolls)
- 1972: Rabbits (Night of the Lepus)
- 1972: Zorro und seine lüsternen Mädchen (The Erotic Adventures of Zorro)
- 1974: Kesse Mary – Irrer Larry (Dirty Mary Crazy Larry)
- 1974: The Wrestler
- 1974: Kleine Teufel (Peopletoys)
- 1975: Angriff der Riesenspinne (The Giant Spider Invasion)
- 1975: Supervixens – Eruption (Supervixens)
- 1976: Drüber, drunter und drauf (Up!)
- 1976: Mako, die Bestie (Mako: The Jaws of Death)
- 1982: Creepshow
- 1981: The Man Who Saw Tomorrow
- 1988: Angel 3 – Die Suche (Angel III: The Final Chapter)

### Serien
- 1956: The Sheriff of Cochise (Abspann)
- 1957–1958: Trackdown
- 1957–1960: The Ruff & Reddy Show
- 1958: This Is Alice (Theme)
- 1958–1960: Der Texaner (The Texan)
- 1958–1960: Hucky
- 1958–1961: Josh (Wanted: Dead or Alive)
- 1959: Die Unbestechlichen (The Untouchables)
- 1959–1960: Quick Draw McGraw
- 1959–1961: The Lawless Years
- 1959–1963: Dennis, Geschichten eines Lausbuben (Dennis the Menace)
- 1959–1972: Davey and Goliath
- 1960: Happy (Theme)
- 1960: Tate (Theme)
- 1960–1961: The Best of the Post
- 1960–1962: Vilma und King (National Velvet)
- 1960–1962: Courageous Cat and Minute Mouse
- 1961: Yogibär (The Yogi Bear Show)
- 1961–1962: Gnadenlose Stadt (Naked City)
- 1962–1963: Mutter ist die Allerbeste (The Donna Reed Show)
- 1968–1969: Doris Day in... (The Doris Day Show) (musikalischer Leiter)
- 1992–1996: Ren und Stimpy (The Ren & Stimpy Show) (Archivmaterial)

## Diskografie (Auswahl)
- 1968: Great Instrumental Christmas Music vom Hollywood Pops Orchestra, zusammengestellt von William Loose (Capitol Records)
- 1969: Cherry...& Harry & Raquel (Original Motion Picture Soundtrack, Beverly Hills)
- 1969: Russ Meyer’s Vixen (Original Motion Picture Soundtrack, Beverly Hills)
- 1976: Soul Action / Activity (zusammen mit Edgar Redmond, Emil Ascher Library)
- 1985: Captain Dynamo (And His Mission to Save the Universe) (zusammen mit Paul Ruhland, Amphonic Music)
- 1987: The World About Us (Amphonic Music)